# Países Baixos nos Jogos Olímpicos de Verão de 1976
Os Países Baixos competiram nos Jogos Olímpicos de Verão de 1976, realizados em Montreal, Canadá.